# Gündüz Kılıç
Gündüz Kılıç (né le 29 octobre 1918 à Constantinople à l'époque dans l'Empire ottoman, aujourd'hui Istamboul en Turquie, et mort le 17 mai 1980 à New York aux États-Unis) est un joueur de football international turc, qui évoluait au poste d'attaquant, avant de devenir ensuite entraîneur.

## Biographie

### Carrière de joueur

#### Carrière en sélection
Avec l'équipe de Turquie, il joue 11 matchs (pour 5 buts inscrits) entre 1936 et 1951[réf. nécessaire]. 
Il figure dans le groupe des sélectionnés lors des Jeux olympiques de 1936 et de 1948. Il joue deux matchs lors du tournoi olympique de 1948 organisé à Londres.

### Carrière d'entraîneur
Le 17 octobre 1954, il dirige la sélection turque lors d'un match face à la Yougoslavie.
Avec le club de Galatasaray, il atteint les quarts de finale de la Coupe d'Europe des clubs champions lors de la saison 1962-1963.

## Palmarès d’entraîneur
Galatasaray
- Championnat de Turquie (2) :
  - Champion : 1961-62 et 1962-63.
  - Vice-champion : 1960-61 et 1965-66.

- Coupe de Turquie (4) :
  - Vainqueur : 1962-63, 1963-64, 1964-65 et 1965-66.

- Supercoupe de Turquie (1) :
  - Vainqueur : 1966.